# Elizabeth Eisenstein
Pour les articles homonymes, voir Eisenstein.
Elizabeth Lewisohn Eisenstein, née le 11 octobre 1923 et morte le 31 janvier 2016, est une historienne américaine, connue pour ses travaux sur l'histoire des débuts de l'imprimerie, ses écrits sur la transition entre l'ère du manuscrit et celle de l'imprimé, ainsi que sur les effets culturels de grande ampleur engendrés par l'imprimerie dans la civilisation occidentale. 

## Biographie
Petite-fille du banquier Joseph Seligman, elle est étudiante au Vassar College, puis au Radcliffe College, où elle obtient une maîtrise et un doctorat. Elle est professeure adjointe à l'American University de 1959 à 1974, puis à l'université du Michigan. Elle est chercheuse au Centre de recherche sur les humanités de l'université nationale australienne et au Centre de recherches avancées en sciences du comportement de Palo Alto. Elle est professeure invitée au Wolfson College d'Oxford et publie les conférences qu'elle y a données sous le titre Grub Street Abroad. En 1979, elle est consultante pour le Centre du livre de la Bibliothèque du Congrès. En 2004, elle est faite docteure honoris causa de l'université du Michigan.

## La Révolution de l'imprimé à l'aube de l'Europe moderne
Son ouvrage le plus connu, publié en deux volumes (750 pages) sous le titre The Printing Press as an Agent of Change en 1979 et traduit en français en 1991, explore les effets de l'imprimerie sur l'élite cultivée de l'Europe occidentale après Gutenberg. Elle met l'accent sur les fonctions de l'imprimerie au plan de la diffusion, de la standardisation et de la mémoire des textes. Elle montre comment ces fonctions ont aidé au progrès de la réforme protestante, de la Renaissance et de la révolution scientifique. Son travail historique rigoureux et méthodique développe et clarifie des idées présentées auparavant, notamment par Marshall McLuhan, sur les effets d'ensemble de cette révolution dans les médias.
Cet ouvrage suscite le débat dans la communauté universitaire dès sa parution et continue à alimenter des recherches aujourd'hui. Ses recherches sur le passage du manuscrit à l'imprimé influencent la réflexion sur le passage en cours du texte imprimé au format numérique et au multimédia, ainsi que sur la définition du texte.
Ce livre lui permet de concevoir « la révolution inaperçue » (the unacknowledged revolution), nom qu'elle donne à ce qui s'est passé après l'invention de l'imprimerie. En effet, l'imprimé donne au public un accès à des livres et à des connaissances qui ne lui sont pas disponibles auparavant, ce qui entraîne la croissance du savoir public et de la pensée individuelle. La possibilité de penser à partir de ses propres pensées devient une réalité avec l'expansion de l'imprimerie. L'imprimé standardise également et préserve la connaissance, alors que celle-ci est beaucoup plus instable à l'époque du manuscrit. Pour Eisenstein, cette période est importante dans le développement de l'humanité, mais elle est souvent ignorée, ce qui lui fait choisir son titre.